# Zargari (Sprache)
Zargari (Eigenbezeichnung Romano) ist ein eigenständiger Dialekt des Romani, einer hauptsächlich von Roma gesprochenen indoiranischen Sprache. Es wird in der iranischen Provinz Qazvin im Dorf Zargar (Landkreis Abyek) von etwa 160 Familien genutzt. Zargari wird auch in wenigen Nachbardörfern und darüber hinaus vereinzelt in der weiteren Umgebung gesprochen.
Das UCLA Language Materials Project beschreibt das in Afghanistan vorkommende Zargari (Morghuli) als eine Geheimsprache von Handwerkern, die auf dem Persischen basiert. Das SIL International sieht in Zargari einen Dialekt von Goldschmieden. Eine mündliche Tradition führt den Namen des Dorfes auf seine Gründer zurück, drei Brüder, die Goldschmiede waren (persisch زرگر zargar) und zur Zeit von Nader Schah (regierte 1736–1747) hierher kamen. Die drei Brüder sollen zuvor in einem Ort oder Gebiet namens „Rom“ irgendwo im Osmanischen Reich gelebt haben. Diese Erzählung ist nicht allen Zargar geläufig und Genaueres über ihre Herkunft konnten die Befragten nicht angeben. Gernot L. Windfuhr (1970) vermutet aufgrund von Übereinstimmungen ihres Dialekts eine mögliche Herkunft aus der historischen Region Rumelien auf dem Balkan, genauer aus dem Tal des Mariza im südlichen Bulgarien. Eine ähnliche Schlussfolgerung ziehen Elena Marushiakova und Vesselin Popov (2010), die Zargari den Balkan-Romani-Dialekten zuordnen, die im heutigen Nordwesten Griechenlands gesprochen werden. Demnach könnte um das 17. Jahrhundert eine Roma-Gruppe von dort über Syrien nach Iran ausgewandert sein.